# Ивановская стройка
Ивановская стройка (также Ивановская слобода, тат. Иваныски, İwanıski) — посёлок, находившийся на территории нынешнего Московского района города Казани.

## Происхождение названия
Посёлок получил название «Ивановская» из-за расположения на землях Казанского Иоанно-Предтеченского монастыря; «стройками» же назывались посёлки, появившиеся на сопредельных с Казанью землях в конце XIX — начале XX века: Удельная стройка, Новая (Ново-Кизическая) стройка, и.т.д.

## История
Посёлок возник не позднее 1900 года на земле Иоанно-Предтеченского монастыря. Первоначально арендаторы платили монастырю 5 копеек за квадратную сажень , однако новый настоятель монастыря Гурий поднял арендную плату в два раза, до 10 копеек за квадратную сажень (в то время, как на соседней Удельной стройке арендная плата составляла 3 копейки), что вызвало недовольство жителей, написавших в августе 1913 года на него жалобу в Синод и Государственную Думу. В своем ответном рапорте архимандрит Гурий, нелестно отозвавшись об арендаторах, отклонил их просьбу, мотивировав это тем, что с приходом арендаторов монастырь стал подвергаться бо́льшему налогообложению. Указом Казанской духовной консистории в июне 1914 года была создана комиссия по обмеру и обмежеванию всей земельной собственности монастыря за Кизической слободой в составе настоятеля Зилантовского монастыря архимандрита Сергия, священника Смоленско-Седмиозёрской церкви Александра Львова и казначея монастыря иеромонаха Палладия, однако в середине 1916 года она была упразднена по причине того, что большинство её участников не могли участвовать в её работе по болезни или из-за перевода на другое место службы.
Самым крупным предприятием в дореволюционной Ивановской стройке являлся кирпичный завод, также имелись крендельное заведение, магазин акционерного общества «Зингер», торговавший швейными машинами, постоялые дворы, бакалейные лавки.
На 1920 год на Ивановской стройке имелись: детский сад № 34, школа 1-й ступени № 59, школа ликвидации безграмотности, штаб-квартира 3-го района Казанской уездной советской милиции. Территориально находилась на землях Каймарской волости, не состоя ни в одном сельсовете; по некоторым сведениям, в 1923 году, был образован сельсовет имени Калинина, а образовавшие его Удельная и Ивановская стройки были объединены в посёлок имени Калинина. После ликвидации Каймарской волости в середине 1924 года территории «строек» к северу от Казани перешли к Воскресенской волости (но не сами «стройки» — Воскресенский волисполком отказался принимать их в свой состав из-за того, что ожидалось их скорое присоединение к Казани).
Ивановская стройка была присоединена к Казани постановлением ЦИК и СНК ТАССР от 2 ноября 1924 г. В 1930-е годы на восточной окраине Ивановской стройки возник посёлок из нескольких «вновь проектируемых» улиц (позднее улицы Фурманова, Песчаная, Енисейская, 5 Декабря, Коллективная, Гудованцева, Акинская, часть Ленской, Ленский переулок).
После присоединения административно относилась к 6-й части города, позднее Заречному (с 1931 года Пролетарскому) и Ленинскому районам. В 1950-е – 1960-е годы постепенно застраивалась многоквартирными жилыми домами кварталов №№№ 34, 35, 42 Ленинского района и полностью перестала существовать к 1970-м годам.

## Население
| 1908 | 1924  |
| ---- | ----- |
| 354  | ↗1029 |

По данным на 1926 год в Кизической слободе, Новой Стройке и Ивановской стройке вместе взятых проживали 1780 человек, из них русские — 1645 чел. (89,40%), татары — 119 чел. (6,47%), чуваши и марийцы — по 2 чел., и прочие — 12 человек.

## Улицы
- Семинарская → Красного Знамени (1927) → Тунакова (2001);
- Односторонка Семинарской → Партизанская (1927)[13][14];
- и другие/